# Caecilia de vectigalibus
Caecilia de vectigalibus va ser una llei establerta l'any 62 aC (603 de la fundació de Roma) que lliurava a les terres i els ports d'Itàlia del pagament de les taxes de portòria. Després d'aquesta llei l'única vectigàlia que es pagava era la vicesima, segons Dió Cassi i Ciceró.
Quan eren cònsols Luci Afrani i Quint Cecili Metel Celer la va proposar el pretor Quint Cecili Metel Nepot.